# Carex craspedotricha
Carex craspedotricha är en halvgräsart som beskrevs av Ernest Nelmes. Carex craspedotricha ingår i släktet starrar, och familjen halvgräs. Inga underarter finns listade i Catalogue of Life.